# Raffenaldia platycarpa
Raffenaldia platycarpa är en korsblommig växtart som först beskrevs av Ernest Saint-Charles Cosson, och fick sitt nu gällande namn av Otto Stapf. Raffenaldia platycarpa ingår i släktet Raffenaldia och familjen korsblommiga växter. Inga underarter finns listade i Catalogue of Life.